# 昌
昌（しょう）は、漢姓の一つ。

## 中国の姓
2020年の中華人民共和国の統計では人数順の上位100姓に入っておらず、台湾の2018年の統計では267番目に多い姓で、848人がいる。

### 著名な人物
- 昌豨 - 後漢末期の武将。
- 昌義之 - 南朝斉、梁の軍人。
- 昌璟翔（中国語版） - 台湾の歌手。

## 朝鮮の姓
昌（しょう、チャン、朝: 창）は、朝鮮人の姓の一つである。  

### 氏族
昌氏は元々中国の氏姓で黄帝の息子昌慧の後裔と言う。
| 氏族（地域） | 創始者 | 人数（2015年） | 備考     |
| ------------ | ------ | -------------- | -------- |
| 居昌昌氏     |        | 387            |          |
| 公州昌氏     |        | 100            |          |
| 晋州昌氏     |        | 24             |          |
| 昌寧昌氏     |        | 370            | 창녕창씨 |
| 昌寧昌氏     |        | 11             | 창령창씨 |
| 昌寧昌氏     |        | 6              | 창영창씨 |

### 人口と割合
1930年国勢調査の時初めて登場し、当時全国に49世帯があったが、そのうち31世帯が全羅北道全州・鎮安・益山に集中していた。
| 年度   | 人口  | 世帯数  | 順位         | 割合 |
| ------ | ----- | ------- | ------------ | ---- |
| 1930年 |       | 49世帯  |              |      |
| 1960年 | 375人 |         | 258姓中157位 |      |
| 1985年 | 792人 | 184世帯 | 274姓中167位 |      |
| 2000年 |       |         |              |      |
| 2015年 | 908人 |         |              |      |